# Преса-Альенде
Преса-Альенде (исп. Presa Allende) — посёлок в мексиканском штате Гуанахуато в муниципалитете Сан-Мигель-де-Альенде. Численность населения, по данным переписи 2010 года, составила 895 человек.

## Общие сведения
Является рабочим посёлком на плотине Игнасио-Альенде.